# شق‌القمر
شَق‌ّالقَمَر (به عربی: انشقاق‌القمر) معجزه‌ای است که در روایات اسلامی، به پیامبر اسلام محمد نسبت داده شده‌است، و گفته شده که ماه به اشارهٔ وی از هم شکافته و دونیم شده‌است و پس از مدت زمان کوتاهی دو نیمه ماه دوباره به هم متصل شده‌اند. این یکی از معجزات منسوب به محمد است که از آیات ۱–۲ سوره قمر مأخوذ شده و در روایات مسلمانان از جمله در شأن نزول آن ذکر شده. برخی مفسران مسلمان، مخصوصاً پس از قرون وسطی، این رویداد را این گونه در نظر می‌گیرند که ماه به معنی واقعی کلمه به‌طور فیزیکی توسط محمد شکافته‌شد، در حالی که برخی دیگر آن را به عنوان رویدادی که در روز قیامت رخ خواهد داد تشخیص می‌دهند و مابقی این رویداد را توهمی بصری به حساب می‌آورند.

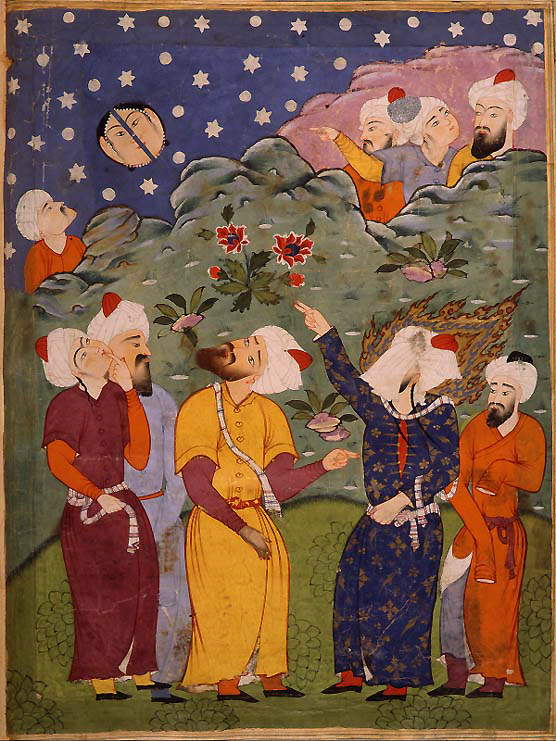
محمد در حال اشاره به شکافته شدن ماه. از نقاشی ناشناس در یک فالنامه ایرانی از سدهٔ ۱۶ میلادی. محمد با لباسی آبی‌رنگ در راست نشان داده شده‌است.

روایات اولیه‌ای که تفسیری تحت‌اللفظی را حمایت می‌کنند بر حسب اعتبار صحابه محمد همچون ابن‌عباس، انس بن مالک، عبدالله ابن مسعود و دیگران منتقل شده‌اند. به گفته عالم مسلمان هندی عبدالله یوسف علی، وقتی که روز قیامت نزدیک شود ماه دوباره از هم شکافته می‌شود. وی می‌گوید که همچنین آیات می‌توانند معنای تمثیلی داشته باشند، یعنی مسئله مانند ماه روشن شود. آیات قرآنی ۱–۲ سوره قمر بخشی از مباحثات میان عالمان مسلمان الهیات و فیلسوفان مسلمان قرون وسطی بر سر گزندناپذیری اجسام سماوی بوده‌اند. در سال ۲۰۱۰ میلادی یکی از کارکنان دانشمندِ مؤسسه علوم قمری ناسا به نام بِرَد بِیلی گفت: «هیچ مدرک علمی فعلی‌ای گزارش نمی‌کند که در نقطه‌ای زمانی در گذشته، ماه به دو بخش (یا بیش‌تر) تقسیم شده‌است و دوباره گرد هم آمده‌است.» این روایت توسط برخی از مسلمانان استفاده می‌شد تا دیگران را به نبوت محمد متقاعد کنند. این واقعه همچنین الهام‌بخش بسیاری از شاعران مسلمان، مخصوصاً در هند بوده‌است.
با توجه به حجم زیاد هشدارهای نزدیکی آخرالزمان در قرآن و احادیث قدیمی مثل حدیث دو انگشت، بسیاری از دانشوران عقیده دارند محمد تصور می‌کرده پایان جهان نزدیک است و محتملا در زمان زندگی خودش قیامت روی خواهد داد. نظر به این مسئله، به عقیده این دانشوران آیات ۱–۲ سوره قمر، ربطی به انجام معجزه توسط محمد ندارد؛ بلکه یکی از نشانه‌های آخرالزمان که مشرکان خود می‌توانستند در آسمان ببینند و از آن آگاه بودند را توصیف می‌کند. به تعبیر دیوید کوک، این نشانه در واقع دنباله‌دار هالی که در سال ۶۰۷ میلادی—اندکی قبل از اعلام پیامبری محمد—پدیدار شده، بوده‌است.

## قرآن و روایات اسلامی
یکی از سوره‌های قرآن با نام قمر (به معنی ماه)، شکافته شدن ماه را به عنوان رویدادی که پیش از روز قیامت رخ می‌دهد ذکر می‌کند، اما بعداً ادعا می‌شود که این رویداد، معجزه ای است که توسط محمد انجام شده‌است تا نبوت وی را به ناباوران مکه اثبات کند. روایات معروف معجزات محمد از حمایت اندکی در خود متن قرآن برخوردارند. داستان دو نیم شدن ماه در احادیث از حمایتی قوی برخوردار است، اما لزوماً معنای آیات ۱–۲ سوره قمر نیست. این آیات به این صورت بیان می‌شود:
اقْتَرَبَتِ السَّاعَةُ وَانشَقَّ الْقَمَرُ ﴿۱﴾ وَإِن یَرَوْا آیَةً یُعْرِضُوا وَیَقُولُوا سِحْرٌ مُّسْتَمِرٌّ ﴿۲﴾
نزدیک شد قیامت و از هم شکافت ماه. (۱) و هر گاه نشانه‌ای ببینند روی بگردانند و گویند: «سحری دایم است.» (۲) (ترجمه فولادوند)
حکایات و روایات اولیه، این آیه را به عنوان معجزه ای که در پی درخواست برخی اعضای قبیله قریش، توسط محمد انجام شد شرح می‌دهند.
بسیاری از روایات کهن اسلامی این واقعه را شأن نزول آیات ۱ و ۲ سورهٔ قمر در نظر گرفته، و بیشتر مفسرین مسلمانِ قرآن، تاریخی بودنِ این حادثه را پذیرفته‌اند. این روایات از جانب صحابهٔ محمد، مانند ابن‌عباس، مالک بن أنَس، عبدالله بن مسعود و دیگران روایت می‌شوند.
به‌گفتهٔ محقق مسلمان، یوسف علی، ممکن است ماه مجدداً هنگام نزدیک شدنِ روز قیامت شکافته شود. همچنین، به‌گفتهٔ یوسف علی، این آیه ممکن است معنی تمثیلی نیز داشته‌باشد (یعنی موضوع همانند ماه واضح شده‌است). از اقلیت مفسرین قرآن، که به تاریخی بودن ماجرا اعتقاد ندارند، می‌توان به حسن بصری (درگذشتهٔ سال ۱۱۰ هجری) و عطاء خراسانی (درگذشتهٔ ۱۳۵ هجری) نام برد که اعتقاد داشتند این آیه صرفاً به شکافته شدن ماه در روز قیامت اشاره دارد.
برخی متفکران مسلمان نیز کلاً با پذیرش حوادث ماورای طبیعت مشکل داشتند و گاهی اوقات در جهت آنچه آنه‌ماری شیمل «افسانه‌زدایی» می‌خوانَد، اقدام کردند. به‌عنوان مثال، شاه ولی‌الله دهلوی معتقد بود که این واقعه ممکن است نوعی خطای باصره بوده، یا این‌که شاید توسط دود، حرکت سریع یک ستاره، ابر، یا کسوف یا خسوف ایجاد شده‌باشد که این‌گونه به‌نظر آمده که ماه واقعاً دوتکه شده‌است.
به‌گفتهٔ دانیل مارتین وریسکو، عنوان سورهٔ ۵۴ «قمر» نام نهاده شده در اشاره به چیزی که تقسیم ماه به دو تکه به‌نظر می‌آمد، در زمانی که اهل مکه شروع به آزار مسلمانان نمودند. مورخ ونسنیک تاریخی بودن شق‌القمر را رد کرده و استدلال می‌کند که قرآن خودش معجزه (به‌شکل سنتی آن) را در مورد محمد رد می‌کند.
آیات اول و دوم سورهٔ قمر بخشی از منازعات میان فلاسفه و الاهی‌دانان مسلمان در قرون وسطی بود، زیرا فلاسفه معتقد بودند که اجسام آسمانی از ۴ عنصر اصلی (خاک، هوا، آتش و آب) تشکیل نشده‌اند که قابل سوراخ کردن باشند.
برخی منابع، وقوع شق‌القمر را به قیامت و برخی دیگر آن را به زمان محمد منتسب می‌دانند.

## مباحثه بر سر گزندناپذیری اجسام سماوی
آیات ۱ و ۲ سوره قمر بخشی از مباحثه میان فیلسوفان مسلمان و عالمان مسلمان الهیات در قرون وسطی بود، بر سر این مشکل گزندناپذیری اجسام سماوی. فیلسوفان بر این باور بودند که طبیعت از چهار عنصر بنیادی تشکیل شده‌است: زمین (خاک)، هوا، آتش، آب. اما این فیلسوفان باور داشتند که ترکیب اجسام سماوی متفاوت است. این عقیده بر اساس این مشاهده بود که حرکت اجسام سماوی، بر خلاف اجسام دنیوی زمینی، دایره وار و بدون هیچ آغاز و پایانی است. این ظاهر ابدیت و ازلیت در اجسام سماوی، منجر شد تا فیلسوفان نتیجه بگیرند که فلک‌ها ''گزندناپذیر'' هستند. از طرف دیگر، عالمان الهیات طرح اولیه خودشان از اجسام دنیویِ زمینی ارائه دادند: طبیعت از اتم‌های یکجور و یکنواختی تشکیل شده که در هر لحظه توسط خدا دوباره آفریده می‌شوند (این ایده آخر برای این اضافه شد تا از قدرت مطلق خدا، در برابر دست اندازی علل ثانویه مستقل محافظت کند). بر حسب این پنداشت، اجسام سماوی ماهیتا مانند اجسام دنیوی زمینی هستند، و بنابراین می‌توانند سوراخ یا شکافته شوند.
به منظور رسیدگی به مسئله پیامدهای درک سنتی از آیات قرآنی ۱–۲ سوره قمر، برخی فیلسوفان استدلال کرده‌اند که آیه باید به‌طور استعاره‌ای تفسیر شود (برای مثال آیه می‌توانسته به یک ماه گرفتگی جزئی اشاره داشته باشد که در آن هنگام، زمین بخشی از ماه را پوشانده بوده).

## ادبیات
این روایت الهام بخش بسیاری از شاعران مسلمان بوده‌است، به خصوص در هند. در زبان شاعرانه محمد گاهی اوقات با خورشید یا نور طلوع خورشید معادل شمرده می‌شود (برای مثال در شعر سنایی، شاعر صوفی فارسی‌زبان مشهور قرن ۱۲ امی). مولوی، عارف و شاعری فارسی-نویس و بلندآوازه، در یکی از اشعارش این ایده را منتقل می‌کند که دو نیم شدن یا شکافته شدن توسط انگشتان محمد بزرگ‌ترین شادکامی‌ای است که ماه دونپایه می‌تواند امیدش را داشته باشد و یک مؤمن پاکباز با انگشتان محمد ماه را از هم می‌شکافد. با بسط و پروراندن روی این ایده، عبدالرحمن جامی، یکی از عارفان و شعرای کلاسیک ایران، با اشکال و مقادیر عددی حروف عربی به شکل پیچیده‌ای بازی می‌کند: جامی می‌گوید، ماه کامل همسان است با حرف عربی میمِ دایره مانند با مقدار عددی ۴۰. وقتی محمد ماه را به دو نیم تقسیم می‌کنند، مانند دو نونِ هلال مانند می‌شود که مقدار عددی هر کدام ۵۰ است. این یعنی به لطف این معجزه، ارزش عددی ماه افزایش پیدا کرده‌است.
در جایی دیگر، به گفته سخیمل (Schimmel)، مولوی به دو معجزه محمد در سنت و روایت اشاره می‌کند: شق القمر (که بیهودگی رویکرد علمی بشر به طبیعت را نشان می‌دهد)، و دیگری این که محمد بی‌سواد بود.

## ماجرای عکس ناسا
کتابی در سال ۲۰۰۴ توسط زغلول النجار منتشر شد که یکی از این عکس‌ها را منتشر و ادعا می‌کند که مسلمانی بریتانیایی به نام داوود موسی طاووس به او گفته برنامه‌ای تلویزیونی در سال ۱۹۷۸ دیده که در آن، دانشمندان فضاییِ ایالات متحدهٔ آمریکا، که نامشان ذکر نشده، گفته‌بودند که "ماه خیلی وقت پیش دو تا شده‌است و شواهد متقن بسیاری بر روی سطح ماه برای اثبات این وجود دارد. این گفته به‌عنوان مدرکی از سوی مرکز خبریِ Jafariya گزارش شده‌است و در وبگاه‌های اینترنتی نیز این را تولید کرده‌اند.

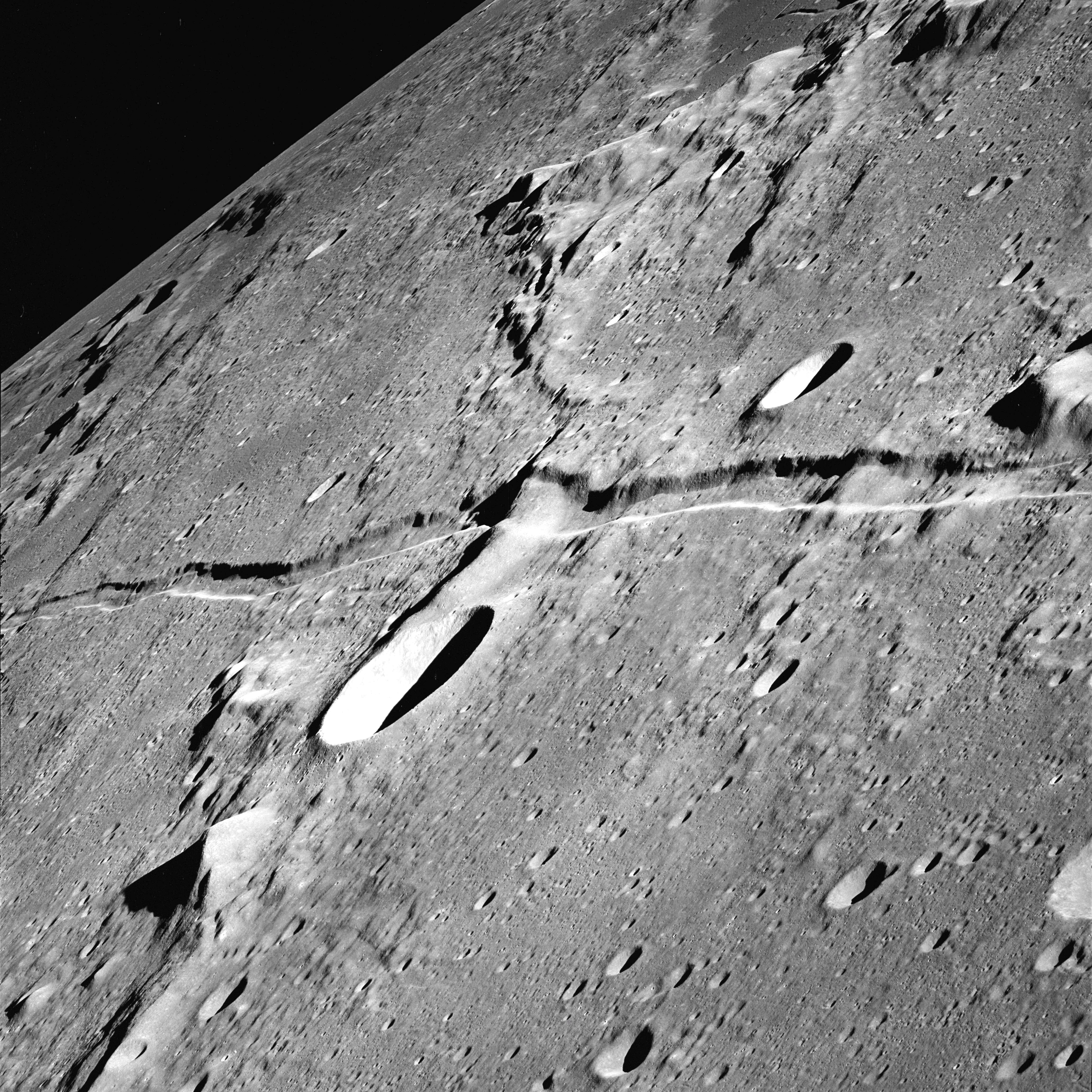
عکس ریما آریادائوس یکی از شیارهای بزرگ روی کره ماه که طی سفر آپولو ۱۰ در سال ۱۹۶۹ میلادی گرفته شده‌است. در سال ۲۰۰۴ میلادی این عکس در یک فروم نامعتبر اینترنتی به آثار بجامانده از شق‌القمر محمد نسبت داده شده بود که این فرافکنی با یک بیانیه رسمی از طرف ناسا تکذیب شد. قطر این شیار همچنان در حال افزایش است.

در سال ۲۰۱۰ در این مورد از براد بیلی، دانشمند ناسا، سؤال شد و او گفت: «توصیهٔ من این است که هرچه را که بر روی اینترنت دیدید باور نکنید. مقالاتی که توسط دانشمندان آن علم بررسی و نقد شده، تنها منابع علمیِ معتبر از اطلاعات است که می‌توان به آن‌ها اطمینان داشت. هیچ‌یک شواهد علمیِ فعلی تأیید نمی‌کنند که ماه زمانی به دو تکه (یا بیشتر) تقسیم شده و پس از آن دوباره به هم وصل شده‌است.» دانشمندان ناسا ترک‌های پوستهٔ ماه را مربوط به کوچک شدن ماه بر اثر سرد شدن آن در طول زمان می‌دانند. آن‌ها معتقدند در گذشتهٔ نه‌چندان دورِ زمین‌شناسی، ماه به‌طور سراسری کوچک شده‌است. در نتیجهٔ این مسئله، ترک‌های پراکنده‌ای که گاهی طول آن‌ها به چند مایل می‌رسد، در سطح ماه پدید آمده‌است.

## نقد

### قرآن تنها معجزه محمد
برخی از اندیشمندان مسلمان، بر این عقیده اند که قرآن، تنها خودش را به عنوان آیه و معجزه رسالت محمد معرفی می‌کند؛ و ضمن اینکه دعوت به تحدی کرده، معجزه امت آخر را معجزه دائمی کتاب قرآن قرار داده‌است که با دائمی نبودن شق القمر در تعارض است. بنابر این، همانند دیگر آیات قیامت در قرآن (مانند سوره قیامت ۶ تا ۱۰)، در آیات شق القمر گرچه از فعل گذشته استفاده شده اما ربطی به زمان محمد ندارد و زمان فعل تنها بیانگر خبر از قطعیت وجود چنین واقعه ای است.

### اعتبار منابع و روایات
برخی منتقدان استدلال می‌کنند که راهی برای اثبات صحت و اعتبار این داستان برای یک غیر مسلمان وجود ندارد، چرا که «داستان شق القمر فقط در معدودی منابع روایی و تاریخی مسلمین آمده‌است و چنین منابعی که توسط مسلمانان مؤمن تألیف شده‌اند نمی‌توانند برای یک غیرمسلمان دلیل کافی یا حجت قطعی باشند. […] داستان شق القمر حتی در میان خود مسلمانان نیز به اجماع مورد پذیرش واقع نشده و بسیاری از عالمان اسلام وقوع آن را مورد تردید قرار داده‌اند.» (برای نمونه، حسن بصری، عطاء خراسانی)

### انتقاد از نظر علمی
این رویداد بین دو کوه انجام شد که صددرصد باعث خارج شدن کره ماه از مدار خود می‌شود. اگر ماه به دونیم در این دو کوه تقسیم شده باشد و فردی بر روی زمین آن را مشاهده کرده باشد باید فاصله این دونیم چند میلیون کیلومتر باشد؛ تا قابل مشاهده باشد. پس از مدار خود خارج شده‌است، اگر کره ماه از مدار خود خارج شده باشد زاویه بین آن با زمین به نزدیک صفر درجه می‌رسد. گرانش کره ماه هم‌چنین اگر از مدار خارج شده باشد باعث بهم خوردن نظم محور گردش زمین به دور خود می‌شود.
کره زمین با نیروی گرانش ماه را به سمت خود می‌کشد، نیروی گریز از مرکز به وجود آمده مانع سقوط آن به زمین می‌شود، اما اگر ماه به دونیم تقسیم شده باشد پس این نیرو از بین می‌رود و ماه به زمین سقوط می‌کند.

### رد واقعه در تاریخ دیگر کشورها
برخی منتقدان از جمله حجت‌الله نیکویی ادعا می‌کنند که شواهد تاریخی نه تنها وقوع این حادثه را ثابت نمی‌کنند بلکه آن را رد می‌کنند، به عبارتی «اگر این حادثه عظیم و شگفت‌انگیز واقعاً رخ داده بود، صدها میلیون انسان دیگر از ده‌ها کشور اطراف عربستان نیز این حادثه را می‌دیدند و به عنوان یکی از عجیب‌ترین و حیرت‌انگیزترین وقایع طبیعی در تاریخ سرزمین خود ثبت می‌کردند و سینه به سینه به نسل‌های بعدی انتقال می‌دادند و در حاشیه آن داستان‌ها و افسانه‌ها می‌ساختند، در حالی که در تاریخ هیچ کشوری چنین واقعه ای ثبت نشده و در فرهنگ و ادبیات هیچ ملتی چنین داستانی نیامده است.»
ورخ ونسنیک تاریخی بودن شق‌القمر را رد کرده و استدلال می‌کند که قرآن معجزه (به‌شکل سنتی آن) را در مورد محمد رد می‌کند و تنها خودِ قرآن را معجزهٔ وی می‌داند.
از بزرگ‌ترین ایرادات مطرح‌شده علیه ادعای شق‌القمر، این پرسش بوده‌است که چرا این واقعه در هیچ سند تاریخیِ غیراسلامی در جهان دیده نشده‌است. ملا محسن فانی در «دبستان مذاهب» به نقل از یک رهگذر ترسایی می‌پرسد: «اگر شق‌القمر حقیقت داشت، پس چرا هیچ‌یک از منجمین دیگر در جهان آن را به ثبت نرسانیدند، و چرا این واقعهٔ شما در نوشته‌های مسلمین فقط دیده می‌شود؟»

## ارجاعات
1. ↑  "Muhammad." Encyclopedia Britannica. 2007. Encyclopedia Britannica Online, p. 13
2. 1 2  NASA Lunar Science - Evidence of the moon having been split in two
3. 1 2 3 4 5 6  Annemarie Schimmel, And Muhammad Is His Messenger: The Veneration of the Prophet in Islamic Piety, University of North Carolina Press, 1985, p.69–70
4. 1 2  Wensinck, A.J. "Muʿd̲j̲iza." Encyclopaedia of Islam. Edited by: P. Bearman , Th. Bianquis , C.E. Bosworth , E. van Donzel and W.P. Heinrichs. Brill, 2007.
5. ↑  Shoemaker, The Death of a Prophet, 161.
6. ↑  Cook, Studies in Muslim Apocalyptic, passim.
7. ↑  Campo, Juan Eduardo (2009). Encyclopedia of Islam (به انگلیسی). Infobase Publishing.
8. ↑  Leaman, Oliver (2006-05-02). The Qur'an: An Encyclopedia (به انگلیسی). Routledge.
9. ↑  «ترجمه فولادوند - سوره قمر». quran.anhar.ir. دریافت‌شده در ۲۰۱۸-۱۱-۰۵.
10. 1 2 3  طباطبایی، تفسیر المیزان، سورهٔ قمر، آیات ۱ و ۲
11. ↑  تفسیر ابن کثیر، سورهٔ قمر، آیات ۱ و ۲
12. ↑  According to al-Tabari, all the expositors (ahl al-ta'wil) agree on essentially this same account for the occasion for the revelation of these verses. cf. Thomas E. Burman, Religious Polemic and the Intellectual History of the Mozarabs, C.1050-1200, p.150
13. ↑  Yusuf Ali, Meaning of The Noble Qur’an, Sura 54, v.1
14. 1 2 3 4  Robert G. Mourison, The Portrayal of Nature in a Medieval Qur’an Commentary, Studia Islamica, 2002
15. ↑  Sūra 54 is entitled 'The Moon' (Sūrat al-Qamar), in reference to the moon seeming to split in two at the time the Meccans began to persecute the Muslims in Daniel Martin Varisco, Moon, Encyclopedia of the Qur'an, Brill, 2007.
16. 1 2  Wensinck, A.J. "Muʿd̲j̲iza." Encyclopaedia of Islam. Edited by: P. Bearman , Th. Bianquis , C.E. Bosworth , E. van Donzel and W.P. Heinrichs. Brill, 2007
17. 1 2  Denis Gril, Miracles, Encyclopedia of the Qur'an, Brill, 2007.
18. ↑  Doctrines of Shiʻi Islam: A Compendium of Imami Beliefs and Practices. Ayatollah Ja'far Sobhani, Jaʻfar Subḥānī, Reza Shah-Kazemi. Translated by Reza Shah-Kazemi. Published by I.B.Tauris, 2001. ISBN 1-86064-780-4 pp.86
19. ↑  Book: Treasures in the Sunnah - A Scientific Approach, Zaghloul El Naggar, pub. Al-Falah Foundation for Translation, Publication, and Distribution, 2004, p41-43, on https://books.google.co.uk/books?id=B5kXBc5MPugC&pg=PA42&lpg=PA42&dq=#v=onepage&q&f=false and cited on the author's Web site بایگانی‌شده  در ۱۹ مه ۲۰۱۴ توسط Wayback Machine
20. ↑  Jafariya News - moon crack
21. ↑  «Hoax Slayer - moon split miracle». بایگانی‌شده از اصلی در ۱۶ مه ۲۰۱۸. دریافت‌شده در ۸ مه ۲۰۱۴.
22. ↑  «Ariadaeus Rille». ناسا. بایگانی‌شده از اصلی در ۹ ژوئن ۲۰۲۱. دریافت‌شده در ۱۹ اکتبر ۲۰۲۲.
23. ↑  «آیا ناسا معجزه شق القمر را تأیید کرده‌است؟». افکارنیوز. دریافت‌شده در ۱۹ اکتبر ۲۰۲۲.
24. ↑  «NASA's LRO Reveals 'Incredible Shrinking Moon', 19 August 2010». بایگانی‌شده از اصلی در ۲۱ اوت ۲۰۱۰. دریافت‌شده در ۱۸ دسامبر ۲۰۱۴.
25. ↑  «آیا پیامبر شقّ‌القمر کرد؟ | پایگاه خبری تحلیلی انصاف نیوز». انصاف نیوز. ۲۰۲۰-۰۳-۰۲. دریافت‌شده در ۲۰۲۲-۰۶-۲۳.
26. ↑  نیکویی، حجت‌الله. نگاهی نقادانه به مبانی نظری نبوت. صص. ۹۴.
27. ↑  نیکویی, حجت‌الله (1396). نگاهی نقادانه به مبانی نظری نبوت. قم. صص ۹۴–۹۵.
28. ↑  «The philosophers denied the splitting of the Moon because they "claim that there has been no soundly transmitted indubitable reporting of it."»
Modernity and the Muslim World. Mohammad Akram Gill. AuthorHouse, 2006. ISBN 1-4259-5671-8 pp.85
29. ↑  «It is certainly not an article of faith that billions of gigatonnes of moonrock physically separated a quarter of a million miles away, unnoticed by the world's astronomers.»
Unfolding Islam. P. J. Stewart. Garnet & Ithaca Press, 1995. ISBN 1-85964-046-X pp.58
30. ↑  Fani, Mohsan. Oriental Literature (The Dabistan). 1645 AD. Translated by David Shea, Anthony Troyer. Tudor Publishing. New York. 1937. pp.361 Link